# Vaulx, Haute-Savoie
Vaulx, Haute-Savoie là một xã trong tỉnh Haute-Savoie thuộc vùng Rhône-Alpes đông nam Pháp.

## Địa lý
Thị trấn Vaulx là một phần của Haute-Savoie, phía bắc Rumilly.
Thành phố có diện tích 1.119 ha và độ cao trung bình là 540 mét.